# 伊诺霍萨德圣比森特
伊诺霍萨德圣比森特，是西班牙卡斯蒂利亚-拉曼恰托莱多省的一个市镇。总面积31平方公里，总人口489人（2001年），人口密度16人/平方公里。